# 리사 노왁

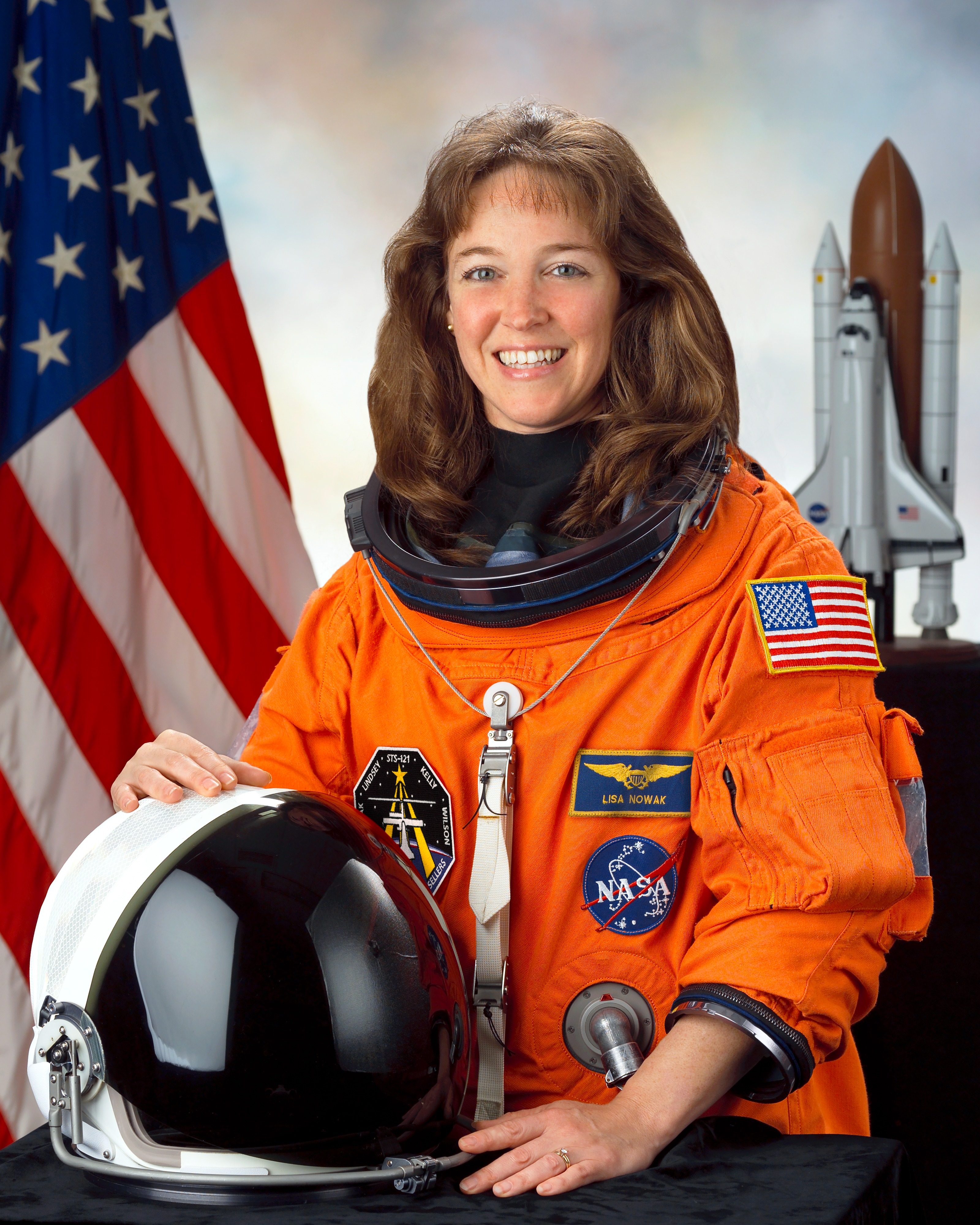
2005년 모습

리사 노왁(Lisa Nowak, 본명: Lisa Marie Nowak, 성씨는 Caputo, 1963년 5월 10일 ~ )은 미국의 항공 엔지니어이자 전직 NASA 우주비행사이자 미국 해군 장교이다. 노왁은 해군 비행 장교 및 시험 조종사로 복무했으며 1996년 NASA 우주비행사 그룹 16에 선발되어 로봇공학 임무 전문가 자격을 얻었다. 2006년 7월 STS-121 임무 동안 디스커버리 우주왕복선을 타고 우주 비행을 했으며, 당시 우주왕복선의 로봇 팔과 국제 우주 정거장의 작동을 담당했다. 2007년, 노왁은 널리 알려진 범죄 사건에 연루되어 결국 중범죄 및 경범죄 구타 혐의에 대해 유죄를 인정하여 중령에서 대위로 강등되고 NASA와 해군에 의해 해고되었다.